# Myloxenoides tandilensis
Myloxenoides tandilensis is een keversoort uit de familie bladsprietkevers (Scarabaeidae). De wetenschappelijke naam van de soort is voor het eerst geldig gepubliceerd in 1975 door Martinez.